# ティンクル☆くるせいだーす
ティンクル☆くるせいだーす（英語: TWINKLE CRUSADERS）は2008年9月26日にLillianより発売されたアダルトゲーム作品である。略称は「クルくる」。当初は2007年冬に発売予定だったが、数回の発売延期を繰り返した。
萌えゲーアワード2009大賞部門銅賞受賞作品。
2010年9月9日に、PSP版ティンクル☆くるせいだーすGoGo!がアスキー・メディアワークスから発売される予定になっていたが、CEROのレート変更に伴うトラブルにより延期となった。当初はCの予定だったが、原作のCGに於ける下着等の描写等を一切修正しなかったためDとなった。その後9月初旬に9月30日に発売予定とし、その後変更なく発売された。
2012年2月10日に発売された、続編のティンクル☆くるせいだーす -Passion Star Stream-についても本項にて扱う。
2023年7月7日にサービス開始したゲームティンクルスターナイツは本作のシステムと世界観を継承している。

## ゲーム内容
今作のチームが開発したプリンセスうぃっちぃずの流れを汲む「どきどきわくわく生徒会バトルADV」。
プリンセスうぃっちぃずと同様に、アドベンチャーパートとバトルパートが交互に展開される。バトルパートは前作のカードバトル風から変更されている。また、前作と同様にバトル内容を評価・採点するスコア制度も設けられている。

### バトルルール
- 特殊なターン制バトルであり、一番左端のACTに到達した順に攻撃、詠唱、または味方待ちのいずれかを選択して戦い、敵味方どちらかのHPが0になるまで続ける。
- 攻撃を受けたキャラは属性相性、詠唱の有無、キャラ毎の固有値に応じて右側に押し戻される。
- 難易度は、easy、normal、hardの三種類であり、バトル中以外はいつでも変更できる。
- スタートの位置や、攻撃終了後どこまで下がるかは、各々の速度に依存する。また、スタート時、GOの合図と同時にタイミングよくクリックすることで、通常より前の位置でゲームを開始することができる。easyでは自動で作動する。
- 属性は、炎、水、雷、光、闇が存在する。炎は水に、水は雷に、雷は炎に弱く、光と闇はこの3属性のどれよりも強い。光と闇はお互いがお互いに弱く、光同士、闇同士は打ち消しあってしまう。
- 味方同士で共有する「スタンゲージ」（星アイコン）を持っており、味方の誰かが攻撃を受けるたびに1つ減る。すべてなくなると、その時に攻撃を受けたキャラは気絶状態になり、右側へ下げられたのち、一時的にその場にとどめられてしまう。
- また、こちらも味方同士で共有するEXゲージというものがあり、攻撃時に100%分消費することで必殺技（EX技）が使用できる。easyでは、バトル開始時に最初から最大値である300%あり、また100%以上あると自動的にEX技が発動する。
- ランブルとは、左端に敵味方同時に到達したときのことを呼ぶ。その状態では到達した者同士のレベルを比べ、高いほうが勝利、同じ場合は属性相性をみて相性の良いほうが勝つ。負けると持っている星がすべてなくなり、ランブルに参加した全ての敗北側キャラは気絶状態となる。複数同時に到達した場合は、レベルは味方の合計値となり、属性はその場に到達している仲間から選ぶことができる。
- ユニゾンアタックは、味方同士もしくは敵同士が複数人左端に到達したときに連携攻撃を行うことである。通常攻撃を連続で行った後、全員の合計攻撃力で、攻撃直前に選択したユニゾンリーダーの必殺技が発動する。
- なお、勝利しなければ先に進めないため、敗北した際は再挑戦するかどうかの選択が出るが、一部のバトルでは再挑戦できずにそのままシナリオが進行する。また、一度勝利したバトルは、二度目からはスキップが選択できる。

### おまけ要素
- イベントによってトロフィーを集めることができる。
- クリアしたバトルは、フリーバトルモードで任意難易度でプレイすることができる。
- ヒロインやサブヒロインの誕生日と一致する現実の日程にゲームを起動すると、開始時に特別なショートストーリーが読める。

## ストーリー
貧乏生活を送る主人公・咲良シンは流星学園の生徒会長になれば学食が無料になるという特典（シンの思い込みで、実際はそのような特典は無い）のために会長選に立候補し見事当選を果たす。しかし流星学園の生徒会には流星町に現れる「魔族」を退治するというもう1つの任務が託されていた。
いきなり魔族と戦うことになって戸惑っているシンへ、親父からさらなる驚くべき事実が告げられる。自分は魔王でありシンも次期魔王であると。
対魔族組織「流星クルセイダース」のリーダーたる生徒会長と魔族を率いる魔王という立場の板挟みの間で、シンは無事に学園生活を送れるのだろうか!?

## キャラクター
声はドラマCD、PSP版のもの。PCゲーム版は声優名非公開。

### 主人公
咲良 シン（さくら シン）
声：斎賀みつき
流星学園2年A組。流星生徒会・会長。帰宅部（アルバイトをしていたため） 身長163cm 誕生日：11月17日
貧乏な家庭に育ち苦労が絶えないが、努力家で流星学園には特待生として入学した。成績は常にトップ（そして聖沙が2位）を維持している。趣味の全てが実益を兼ねている（家庭菜園、編み物など）。実は魔王の血を引いており潜在能力は高い。母親は天使。牛乳が大好物で、常に制服の中に隠し持っているほど。普段粗末な食事しか取っておらず、何を食べても「うまい！」しか表現できない。女の子っぽい顔をしているためそれをネタにからかわれたり、メルファスから女性と間違われ口説かれたりすることがある。
生徒会長に就いて「キラキラ輝く学園生活」を送ることを目標としている。
両親は現在海外におり、自宅の「グランドパレス咲良」（という大層な名前がついた木造アパート）で一人暮らしをしている。
バトル特性
守護天使はアヴァンシエル。属性は『闇』。EXスキルは「フェイタリティーフォース」。一度仲間になったアシストキャラが次々と応援に駆けつける。よって一度に多くのアシスト攻撃を行使可能。序盤のうちはパッキーだけだが、ゲームが進むにつれてパワーアップしていく。ただし、アシストキャラを効率よく集めないと弱体化する。
魔王覚醒後のEXスキルは、「アルケインメテオストリーム」。前述の「フェイタリティフォース」と同様の効果だが、アシストキャラを呼び寄せる確率が大幅に跳ね上がる。ストーリーによっては、100％呼び寄せられるアシストキャラも存在する。

### メインヒロイン
夕霧 ナナカ（ゆうぎり ナナカ）
声：水霧けいと
流星学園2年A組。流星生徒会・会計。スウィーツ同好会・会長。身長160.5cm B86 W55 H87。誕生日：7月7日
シンの幼なじみで同じクラス。夕霧庵というそば屋の娘。蕎麦打ちで流星学園の一芸入試に合格するほどの腕前。生まれも育ちも流星町なのだが、江戸っ子口調でツッコミ役。スウィーツには非常に拘りがあり、ナナカの評価で店の運命が決まってしまうというほどの舌を持つ。採点は非常に辛口で、唯一の例外を除いて75点以上を出したことがなく、60点台なら高得点というほど。
当初からシンに好意を寄せており、毎朝起こしに来ては朝食（ほとんど蕎麦）を作ってくれている。また、他の娘とシンが仲良くなるとがっくりと気落ちするシーンがある。
実は父親が魔族であり、本来ハーフなので魔族としての形質は目覚めないはずだったのだが、本人のルートでは外力によって強制的に目覚めさせられてしまう。そのおかげでクルセイダースに属するヒロインの中で、唯一詠唱なしのレベル4が存在する。
発売後に行われたキャラクター人気投票で1位を獲得した。
バトル特性
守護天使はヴァルカネル。属性は『炎』。EXスキルは「レイジングノヴァ」。通常の2 - 3倍相当の大ダメージを与え、敵のSTUNゲージも減少させることができる。
PSP版の新規追加技で、詠唱後のEXスキルは「ヴォルケインメルトスウォーム」。通常の3 - 4倍相当の、より高威力になり、敵のSTUNゲージも減少させる。さらに敵のバリアを貫通および破壊する効果も追加される。

ロロット・ローゼンクロイツ
声：七穂元美
流星学園1年D組。流星生徒会・書記。非常に多くの部活に所属している（ただし体験入部）。身長153cm B83 W53 H84。誕生日：12月25日
学園の下級生。実は天界の天使でなんとか本人は隠しとおせているつもりだが、「天使」という言葉に極端に反応したり、些細なことで背中の羽根が現れてしまうため周囲にはバレバレ。常にトントロという豚貯金箱（中身は500円玉でいっぱい）を持ち歩いているがよく落としたりするためしょっちゅう壊れる。また、常にガイドブックを持ち歩いており、何かというとそのガイドブックに掲載されていた言葉を使う（が、大体使いどころを間違えていたり、そもそもガイドブックの内容が間違っていたりする）。
ローゼンクロイツ家は流星町でも有数の大富豪であり、学園には毎日自家用車で送迎されている。また、学園外ではほぼ常に執事のリースリングがそばについて警護をしている。
バトル特性
守護天使はスリセル。属性は『水』。EXスキルは「セラフィックウィスパー」。最大HPを10 - 60%までの範囲で回復させる。また、味方全てのスタン状態を解除させ、味方のSTUNゲージも回復させることができる。
PSP版の新規追加技は、「アブソリュートティアーズ」。敵の攻撃を2 - 4回無効化するバリアを張る。ただし敵のEXスキルによっては、1回で破壊されたり、バリアを素通りされるのもある。
PSPのボタンで2つの技の一方を選択できる。ただしEASYモードでは選択できず、発動するのは「セラフィックウィスパー」のみ。

聖沙・B・クリステレス（みさ・ブリジッタ・クリステレス）
声：阪田佳代
流星学園2年B組。流星生徒会・副会長。聖歌隊隊長。身長160cm B88 W58 H86。誕生日：2月3日
シンを入学時からライバル視するツンデレ娘。本人も努力家だがシンがいるため万年2位。このため何かとシンに勝負を挑むが負けてしまう。生徒会副会長の地位もシンと会長の座を争った結果。実はロマンチストで少女趣味。
リアを尊敬しており、「お姉さま」と慕っている。
両親とも仲は良いものの、非常に多忙なため、一緒にいる時間が少ない。
バトル特性
守護天使はエクラエル。属性は『雷』。EXスキルは「ノーブレスレイザー」。RUSH数を最大6HITまで追加する連続攻撃。敵のSTUNゲージも大幅に減少させることができる。
PSP版の新規追加技で、詠唱後のEXスキルは「ディメンショナルウェーヴ」。強力な連続攻撃で、一撃のSTUNゲージ減少も2倍になる、そのため、敵をほぼ確実に気絶状態にする。

九浄 リア（くじょう リア）
声：坂田有希
流星学園3年A組。流星生徒会・相談役。和菓子倶楽部所属。身長163cm B93 W61 H88。誕生日：4月1日
昨年の生徒会会長で相談役として生徒会活動をサポートするお姉さん系キャラ。九浄家は代々魔物退治に従事しており今まで彼女だけでこっそり魔物退治をしていたが、今年はリ・クリエを迎え、魔族の攻勢が激化することが予想されたのでそれに対抗するため、代替わりした生徒会のメンバーに助けを求めることとなった。シン達に戦いを教えたのも彼女。
基本的にはおっとりかつ天然ボケ系のお姉さんだが、時折この姉（下記参照）にしてこの妹ありと思わせる言動も見られる。
何でもできる万能ぶりだが、描画には問題があり、彼女の描いた絵は自主規制されてしまうほどだが、本人はわりと上手いと思っている。ヘレナがよく勝手に応募するコンクールではなぜか毎回高い評価を得ている。
胸が大きく、よく姉にセクハラされている。
発売前に行われたキャラクター人気投票で1位を獲得した。
『ティンクルスターナイツ』に登場する九浄ヴィーナスとは直接の血縁や子孫ではない。
バトル特性
守護天使はルミエル。属性は『光』。EXスキルは「カーディナルブライティア」。ダメージに加えて敵のSTUNゲージやEXゲージを減少させ、より敵をACTから遠ざける。EXゲージは0%未満を超えて削ることも可能。
PSP版の新規追加技で、詠唱後のEXスキルは「エグゼクトディヴィニティ」。より高威力になり、前述の「カーディナルブライティア」の効果に加え、味方のEXゲージを回復させる効果が追加される。ただし0%未満は削れなくなる。

アゼル
声：阿部留美
流星学園2年A組。流星生徒会・記録係代理（本人のルートでのみ）。帰宅部。身長161cm B78 W52 H80。誕生日：9月12日
物語の途中から現れるミステリアスで寡黙な転校生。必要最低限なことしか話さず態度も素っ気ない。授業をよくエスケープしている。写真に興味があり、本人のルートでは流星生徒会記録係代理の任に就く。
メインヒロインのひとりだが味方としてバトルには参加しない（ただし、アゼルルートではシンのアシストとして参戦あり）。
また、ルートによっては敵としてバトルを行う場合もある。
ラスボスはルートによりリ・クリエにより暴走したバイラスか彼女のどちらかになる。
バトル特性
属性は『光』。敵として使用するEXスキルは、味方のEXゲージを0%に減らすものと、RUSH9までのダメージを皆無にするものの2種類ある。
アシスト（シン）
「エーテルブレッシング」敵に大ダメージを与えつつ、味方のEXゲージを100上昇させる

### PSP版からの新規ヒロイン
メリロット
声：こやまきみこ
流星学園図書館司書。身長164cm B89 W61 H89。誕生日：6月6日
とても真面目な反面、頑固で冗談も通じない。謎が多いキャラ。しかしそのような性格が災いしてヘレナにいいようにいじられてしまう。メイドのような服を着ているが本人は仕事着であると主張する。ヘレナとは昔からの友達。
実はニベの一族と呼ばれる魔族で七大魔将の1人なのだが、その名で呼ばれるのは嫌っている。
『ティンクル☆くるせいだーすGoGo!』ではメインヒロインに昇格した。
バトル特性
属性は『闇』。魔将達から魔女と呼ばれるだけのことはあり、EXスキルは体力回復やシンボルの移動速度UPなどさまざまな効果がある。
PSP版では味方としても使え、PSPのボタンでEX技の選択も出来る。EASYモードの場合、発動するのは「シャドウリアクター」のみ。
アシスト（シン）
「シャドウリアクター」キャラクターの待機時間を半減させるか、ACTに近づけるかのどちらかの効果。

マカロン
声：阿澄佳奈
魔王見習い。身長149cm B72.5 W53 H79。誕生日：3月20日　
PSP版からのオリジナル新ヒロイン。魔王を目指して日々努力している魔族の少女。サバイバル生活をしながら修行したりバイトに明け暮れたりしている。そのため家事全般が得意。牛乳、乳製品が大好物。
シンと出会い、彼を「お兄ちゃん」と呼び慕うが、クルセイダースの魔族退治の活動を目の当たりにしてしまい、シンたちと敵対関係になってしまう（魔王を目指す立場上）。しかし次第にシンたちに心を許し、マカロンルート等物語の後半では和解する。
師匠である先代魔王から大剣アルザードを譲り受け、常時帯刀しているが、手放すと幼児退行してしまう（ただし本人のルートの後半は克服する）。
寒さに弱いため、自身お手製のコピンクマコートを常に身に着けている。さらには猫舌だったり、機械類に弱いなど弱点も多い。
電撃オンライン『クル☆くる生徒会便り』のGoGo!キャラクター人気投票で1位を獲得した。
後述の『ティンクル☆くるせいだーす -Passion Star Stream-』では唯一姿を見せていない。
バトル特性
属性は『闇』。EXスキルは、味方全員のLVと攻撃力を上昇させる「レギオニックウィーバー」と、敵にダメージを与え、LVに応じて敵をACTから大幅に遠ざける「バーンコメットスプラッシュ」の2種類がある。
PSPのボタンで2つの技の一方を選択できる。EASYモードの場合、2つの技を状況に応じて自動発動する。

### サブキャラクター
パッキー
声：後藤麻衣
自称「大賢者」
親父からシンへのプレゼント。パンダのぬいぐるみ型の使い魔。体長は20cm。遙か昔から魔王に仕えかつては「大賢者」と呼ばれていたらしいがその面影は微塵もない。シンの発言をいちいち誇大解釈し邪悪な妄想に浸っている。胸の大きい女の子（特にリア）が大好き。胸がそれほどない他の生徒会メンバーは眼中にないらしく、ナナカを「ソバ」、聖沙を「ヒス」、ロロットを「天使」と呼んでいる。他にもサリーちゃんを「ぺたんこ」、マカロンを「チビスケ」と呼んだり、「黒スト」「アゼ公」など、いろいろなニックネームを勝手につけており、シンのことも「魔王様」と呼ぶあたり、一度決めたニックネームをそのまま普段の呼び名とするのがいつものことなのだろう。その分道理はわきまえているらしく、よほどの呼ばれ方をしない限り、何と呼ばれても（極端な例としては、紫央には「物の怪」と呼ばれている）気にも留めない。シナリオによっては敵として戦う場合が1度だけある。その際なんと、3体の分身を生み出してくる。
一応は人生の先輩らしく、シンが悩むと色々とアドバイスをくれたりする。
先代の魔王であるシンの父に仕えていたにもかかわらず、シンは今までその存在を知らなかった。
アシスト（シン）
「百八式波動弾（バトル中のセリフではエクストラアタック）」敵に追加ダメージを与える。特にこれといった効果はない。が、シンがEXを使用した場合、通常攻撃のアシストと合わせて最大2度攻撃してくれる。闇属性。

九浄 ヘレナ（くじょう ヘレナ）
声：伊藤静
流星学園理事長。身長166cm B91 W62 H90。誕生日：4月3日
リアの姉で、リアとは対照的な豪快な姉貴キャラで、よく妹やメリロットの胸を触るなどのセクハラ行為をしている。「流星クルセイダース」の影の総帥を自称しており、ちゃらんぽらんに見えつつも、実際彼らを陰ながらサポートしている。洋画を見るのが趣味でよくマネをしている。大酒飲みで、よくメリロットを酒盛りに（強引に）誘っている。ゲーム中、特定の条件を満たすとトロフィーをくれる。
かつてはリアの先代のクルセイダースとして活動していた。現在も結界を平然とくぐり抜けるなど、常人では出来ないようなことをあっさりやってのけている。
アシスト（リア、シン）
「二千本桜」1度にスタンゲージを2つ減らす。光属性。

御陵 彩錦（みささぎ あかね）
声：吉住梢
流星学園3年生、和菓子倶楽部部長。身長161cm B89 W59 H87。誕生日：1月15日
シン達の先輩でリアの友人。夕霧庵の常連。京都弁口調で、常に扇子を携帯している。和菓子倶楽部の部長であるところからスウィーツ同好会のナナカにはライバル視され、「ぶぶづけ」と呼ばれているが、本人は至って平然としているどころか、ナナカをからかって楽しんでいる。リアのことは「リーア」と伸ばして呼んでいる。
高橋 サチホ（たかはし サチホ）
声：下田麻美
流星学園2年A組。スウィーツ同好会所属。身長151cm B80 W52 H83。誕生日：8月5日
ナナカの親友。通称「さっちん」。とてもお気楽な性格で語尾をのばす脱力的口調だが、腹黒い一面も。スウィーツ同好会の数少ない部員の一人だが、甘い物なら和菓子でも何でも好き、という態度がナナカの怒りに触れる事が多い。
学校の成績はお世辞にも良いとは言えず、というかはっきり言って悪いが、人生を達観したようなところも見せる。また、恋愛に関しては勘がよく、シンがナナカ以外と付き合うようになるとナナカを慰めたりする。
飛鳥井 紫央（あすかい しお）
声：長谷川明子
流星学園1年A組、薙刀部所属。身長152.4cm B80 W51 H84。誕生日：10月1日
飛鳥井神社の娘で巫女さん。聖沙のいとこで、姉妹のように育ってきたことから、普段から「姉上」と呼んでいる。正義感が強く、自分のことを「某（それがし）」と呼び、語尾に「ござる」を付けるなど、口調は武士のようであるが弱点が多い。リースリングを師と慕っている。
飛鳥井家は古来から物の怪と戦うことを生業としており、紫央も「気」を使いこなして凄まじい破壊力をもった攻撃を行える。が、その「気」が魔族にはほとんど効かないという致命的な欠点があるため、単独で挑んでは魔族に遊ばれて終わってしまうということを繰り返していた。
アシスト（聖沙、シン）
「飛翔鳳凰刃の舞」ダメージはほぼ与えられないが、クリティカル率が上昇する支援攻撃を行う。
PSP版では新たに、アシストした味方のLVを上昇させる効果が追加された。

姉小路 冬華（あねのこうじ ふゆか）
声：海原エレナ
人気ケーキショップ「ショコラ・ル・オール」の経営者の娘で流星町店の店長。身長157.5cm B85 W59 H82。誕生日：10月24日
『パティシエなにゃんこ』からのゲスト出演。
リースリング 遠山（リースリング とおやま）
声：淺川悠
ロロットの家の女執事（兼ボディーガード）。身長170cm B87 W59 H84。誕生日：5月5日
ロロットからはじいやと呼ばれている。本名は「民子」らしい。元傭兵の前歴があり常に二丁拳銃（ベレッタM92Fとガバメント）を携帯している。
ヘレナとはかつて戦場で何かあったらしい。彼女がローゼンクロイツ家で働く際に口利きをしてくれたのもヘレナとのこと。
アシスト（ロロット、シン）
「ダブルショット」RUSH数によって変動するダメージを与える。2HIT。

エミリナ
声：今井麻美
物語の中盤で出てくる、街を徘徊している謎の女の子。身長152cm B79 W50 H79。誕生日：11月29日
誰かを捜しているらしいが常におどおどびくびくしている。
ササミ
声：佐々留美子
グランドパレス咲良の庭で飼われている鶏。オスなので卵を産まず、シンの生活水準の底上げには貢献していない。
千軒院 清羅（せんげんいん きよら）
声：河原木志穂
物語の途中に教育実習で配属される女性。数学担当で2年B組担当。厳しい授業はナナカやさっちんには不評だが、聖沙や理事長の評価は高い。

### 魔族
サリー
声：いのくちゆか
「美味しい物食べ隊」特攻隊長、自称「魔界のアイドル」。身長148cm B78.5 W53 H80。誕生日：2月29日(自称)
悪魔っ娘魔族。通称「サリーちゃん」。胸はペタンコ。おいしい物、特に甘い物が大好きで非常に子供っぽい性格。食べ物で敵味方関係なくすぐに寝返る。一応オデロークの手下だが目的を忘れて遊び回っている。実は本名はサリーの下にだらだらと続くのだが、長すぎてゲーム上では名前の途中から書かれていなかった。
バトル特性
属性は『炎』。EXスキルは「ドキドキ魔界通販」ハンマー、ケーキ、爆弾の中からランダムで取り寄せ、使用する。
アシスト（ナナカ、シン）
「ダイレクトアタック」魔界通販で取り寄せたハンマーでダメージを与える。

オデローク
暴食の七大魔将。巨漢の牛型魔族。サリーちゃんのオヤビン（親分）。凄まじい大食漢で牛丼が好物。当初は牛丼の食べ方でクルセイダースと対立するが後に和解する。
バトル特性
属性は『闇』。攻撃後の戻りは遅いが、攻撃を受けてもノックバックしにくい。敵として使用するEXスキルは「イービルサーヴァント」一回だけ攻撃を行う仲間を1 - 3体呼ぶ。
アシスト（シン）
「エーテルスカベンジャー」ダメージと共に相手のHPを奪う（味方が回復）。

パスタ
強欲の七大魔将。大きなネコミミとシッポを持つ幼女型魔族。サリーちゃん以上のお子様体型。語尾がにゃんで、な行がニャに変わる口調。シナリオによっては流星学園の学食「プリエ」のウェイトレスをやっている。
バトル特性
属性は『雷』。攻撃後の戻りが速い。敵として使用するEXスキルは「アクセルソニックスラッシュ」最大6HITする攻撃（スタンゲージは2減少のみ）。
アシスト（シン）
「アクセルソニックスラッシュ」2～7HITの攻撃（スタンゲージは1減少のみ）。

アーディン
憤怒の七大魔将。逞しい肉体の獣人型魔族。戦闘能力は高いが見た目の通り頭は働かない。珍しく自分で七大魔将と名乗っている。
自称「パスタちゃんの夫」であり、パスタ以外は学生ですらババア呼ばわりする筋金入りのロリコン。パスタ本人からは相手にされていない。
バトル特性
属性は『炎』。敵として使用するEXスキルは「カオティックハウラー」ダメージに加えて相手全員をスタンさせ、一時的にその場に留める。
アシスト（シン）
「グランドストライク」特大のダメージ攻撃。

メルファス
色欲の七大魔将。金髪の成人男性型魔族。世界中の女性を口説くことが目的で人間界に現れたらしく、方々でナンパをしている。
バイラスからも警戒されるほどの実力があるらしいが、当人は女性に不埒なまねをはたらく輩としか戦うつもりがないので、七大魔将で唯一バトルに参加しない。
ソルティア
嫉妬の七大魔将。成人女性型魔族。リ・クリエに乗じて何やら企んでいる。
どのルートでも魔界に還される結末を迎える。
属性は『光』。敵として使用するEXスキルは体力回復や相手のEXゲージを減少させるなどさまざまな効果がある。
ニベ
七大魔将の一角だが、何を司るのか劇中では語られていない。成人女性型魔族。詳細はメリロットの項を参照。
バイラス
声：杉山紀彰
傲慢の七大魔将。成人男性型魔族。七大魔将及び魔界での最強の魔族。そのときに最も強かったと言われていた魔族と天使2人をまとめて倒す実力をもっている。リ・クリエに乗じて何か企んでいるようだが、ソルティアとは目的が異なるらしい。
ラスボスはルートによりリ・クリエにより暴走した彼かアゼルかのどちらかになる。
PSP版では一部のルートで共闘する戦いが追加された。
属性は『闇』。EXスキルは「ファイナリティーボルテックス」ダメージに加えて相手のスタンゲージを全て減らす。
その他魔族たち
人型ではない魔界の住人たち。見た目はかわいらしいが、食い逃げやシンの家庭菜園を食い荒らしたりと困った行為を繰り返す。また、パスタの部下は猫のような耳を持っており、鳴き声も「ニャー」。
序盤のバトルの相手。スピード型、パワー型、バランス型の3タイプがいる、さらにそれぞれ固有の属性を持つ。「ジャンガラ」「モチモチ」「ティーヌン」などがいる（他にも多数存在）。

## 用語
リ・クリエ
流星町に流星が多くふる時期のことで、期間は約半年から数年。何らかの災いをもたらすとされているが、魔族が人間界に来ること以外、詳細はよくわかっていない。また、初めてリ・クリエが起きた時は世界を滅ぼすほどの威力だったという。漫画版では「流星雨」に「リ・クリエ」とルビが付けられている。
三界
人間界（つまり、この世界）、魔界、天界をまとめて指す言葉。
魔界
いろんな魔族が好き勝手している世界。物々交換で経済が成り立っている。魔族が人間界に来る際はかなりの負荷がかかり、姿さえも変ってしまう。それだけにとどまらず、ひどい場合には体に異常をきたすことも。だが、今回のリ・クリエの影響で、姿を変えずにやってきた魔族も現れた。
魔族
実は元堕天使の集団。物質系の天使が霊質系の天使と対立した結果、種族が分裂したらしい。赤い眼が特徴。その名の通り、魔法が得意である。人間界に溶け込んで生活している魔族もおり、さらに人間界で子を成す者もいる。
基本的に自分の欲望に忠実で、それ以外のことにはほとんど関心がない。その影響か、魔力の発現も意志が欲望に従わない状態の場合、威力が下がってしまう。
七大魔将
魔族の中でも特に力の強い7人を指す。とはいえ、別に魔族の中に階級というものがあるわけではなく、勝手に名乗っているだけだとのこと。また、逆に勝手にそう呼ばれているだけで迷惑している魔族も中にはいる。キャラ名表示の際の「暴食の」などは七つの大罪に由来する。本編中に全員が登場するが、シナリオによって登場しないキャラもいるし、ルートによっては味方になるキャラもいる。
ニベの一族
魔族の中でも特殊な一族であり、人間界に留まってリ・クリエを観測し続けている。
魔王
代々リ・クリエによる影響を最小限に抑え込むことに力を尽くす一族。リ・クリエと無縁の状態では人間と全く同じであるため魔力の発現すら叶わない代わりに、リ・クリエが強大になればなるほどその潜在能力が発揮される。
天界
ロロット達いわく、何もない世界。霊質の状態でしか存在できず、それゆえ天使以外の者が入り込むことはできない。また、天使でさえも他界との出入りは困難。飲食をする必要がないらしい。
天使
天界に住む住人。体が物質ではなく霊質で構成されている。個性を無くすことで悪意を封じるという思想をもっている。霊術を得意とする。物質で霊質を保護した状態で人間界に降り立つが、人間界に長期滞在していると、次第に霊質が物質に変化していき、その際に様々な副作用が生じることもある。
守護天使
人間達に力を貸してくれている、九浄家に伝わるロザリオに宿る天使（正確にはその魂）の総称。
流星クルセイダース
対魔族組織。魔族と戦うために守護天使の力を借りて変身する。その変身アイテムのロザリオの数（正確には、守護天使の数）の関係上、メンバーは最大5人。
なお、変身するときは一瞬だが全裸になってしまう。

## 地名・施設名

### 流星町
本作の舞台となる町。多くの流星が降ることで知られているが、その科学的なメカニズムは解明されていないとされている。
グランドパレス咲良（グランドパレさくら）
主人公のシンの自宅で、シンの父が友人から肩代わりして購入した木造アパート。
飛鳥井神社（あすかいじんじゃ）
飛鳥井紫央の自宅。正月には町内から初詣客が多数参拝する。奉られている神は麩字多加菜簾美之命（ふじたかなすびのみこと）
天川牛乳販売店（あまかわぎゅうにゅうはんばいてん）
シンの古くからのアルバイト先（ただし、生徒会の活動を始めると共にバイトはやめている）。
夕霧庵（ゆうぎりあん）
夕霧ナナカの自宅。手打ち蕎麦店を営んでいる。

### 私立流星学園
流星町内に位置するミッション系の学校。九浄家が運営している。リアが入学する以前までは女子校であったため、女子生徒数が多い。
図書館
学園の運営する図書館。地下室が存在する。
聖オーフェリア教会
学園の創設以前から存在する礼拝堂。日曜日には日曜礼拝のため一般開放される。
フィーニスの塔
学園敷地の中央部に位置する謎の塔。
新校舎〔エレーレート舎〕
学園の教室が集められた校舎。2階建てだが、隠し階段から3階に行けるらしい。
旧校舎〔オーロイアエール舎〕
教職員室、生徒会室のある校舎。
カフェテリア〔プリエ〕
学園の食堂。学生たちがよく利用している。
九浄邸（くじょうてい）
学園の敷地内にある九浄家の屋敷。
学生寮〔ミロテア寮〕
生徒のための寮である。
武道館
学園内にある体育館。運動部の練習場所となっている。

## スタッフ
- 原画：かんなぎれい
- シナリオ：しげた、丸谷秀人
- シナリオアシスト：中本穂積
- スクリプト：時祭京平、神代光宏、MS-238、もぐたん、Oru
- グラフィック：チャーリー上島、トトメス、ともみみしもん、しゅべっち、朝雛依、東雲一彦
- プログラム：いこらいざ
- 営業：堺井哲男
- 魔族原画、4コマ：娘太丸
- プロデューサー：港香
- 製作総指揮：大野哲也
- BGM：アメディオ
- オープニングテーマ：KOTOKO（I've）
- シーズン2 オープニングテーマ：榊原ゆい　NANA
- エンディングテーマ：fripSide
- OPアニメ：渡辺明夫

## 主題歌
1st OPテーマ「ユメミボシ★boom!boom!」
歌・作詞 - KOTOKO、作曲・編曲 - 中沢伴行
2nd OPテーマ「Growth of mind」
歌 - 榊原ゆい・NANA、作詞 - 宮内理恵、作曲・編曲 - 菊田大介（Elements Garden）
EDテーマ「eternal twinkle」
歌 - fripSide（第1期、ボーカル：nao）、作詞 - 八木沼悟志・山下慎一狼、作曲 - 山田重利、編曲 - 八木沼悟志・山田重利
STARLIT BRAVE!! OPテーマ「ホシノユウキ」
歌 - Sanch、作詞・作曲・編曲 - ESTi
STARLIT BRAVE!! テーマ曲「STAR☆CARNIVAL」
歌 - 今井麻美・長谷川明子、作詞 - yuki-ka、作曲・編曲 - 八木沼悟志
Passion Star Stream (Venus Embryo) OPテーマ「last fortune」
歌 - fripSide（第2期、ボーカル：南條愛乃）、作詞 - 八木沼悟志・yuki-ka、作曲 - 八木沼悟志、編曲 - 八木沼悟志・川﨑海
Passion Star Stream テーマ曲「みらくる☆みるきーうぇい」
歌・作詞 - KOTOKO、作曲・編曲 - C.G mix

## ティンクル☆くるせいだーす STARLIT BRAVE!!
PSP版ティンクル☆くるせいだーすGoGo!の豪華限定版と豪華版に同梱する特典のPSPゲームソフト。PCゲームやアスキー・メディアワークスのヒロイン達を織り交ぜてのストーリーが展開される。PSPのアドホックモードを使用しての通信対戦モードもある。

### ストーリー（STARLIT BRAVE!!）
リ・クリエの危機を回避し、聖夜祭も無事に終え、シンは冬休みを満喫するはずだったが。

### ゲストキャラクター
PCゲームサイド
フィーナ・ファム・アーシュライト
声：生天目仁美
『夜明け前より瑠璃色な』からのゲスト出演。
稲羽 結衣&すずの（いなば ゆい&すずの）
声：小倉結衣(結衣)、藤森ゆき奈(すずの)
『Flyable Heart』からのゲスト出演。
十倉 手鞠（とくら てまり）
声：羽沢月乃
『てとてトライオン!』からのゲスト出演。
チェルシー・アーコット
声：今井麻美
『祝福のカンパネラ』からのゲスト出演。
新魔法少女りん&刻印精霊せいばー（しんまほうしょうじょ りん&こくいんせいれい せいばー）
オリジナル：遠坂 凛（とおさか りん）、セイバー
声：植田佳奈（りん）、川澄綾子（せいばー）
『Fate/stay night』からのスピンオフ出演。14歳設定（りん）。

アスキー・メディアワークスサイド
逢坂 大河（あいさか たいが）
声：釘宮理恵
『とらドラ!』からのゲスト出演。
アナ・コッポラ
声：能登麻美子
『苺ましまろ』からのゲスト出演。
ドクロちゃん
声：千葉紗子
『撲殺天使ドクロちゃん』からのゲスト出演。天使であり、バトルでは霊術を使用してくる。
星河 クリスタル（ほしかわ クリスタル）
声：戸松遥
『おひめさまナビゲーション』からのゲスト出演。
シャナ
声：釘宮理恵
『灼眼のシャナ』からのゲスト出演。

## ティンクル☆くるせいだーす -Passion Star Stream-
本編の後日談や、メインヒロインとのアフターストーリー、新規バトルなど、多数コンテンツが盛り込まれる。2012年2月10日発売。
2008年末のC75で限定販売された『ティンクル☆くるせいだーす ミラクルセット』のメインコンテンツ『ティンクル☆くるせいだーす ミラクルディスク』にて初出の『大乱湯ティンクル☆くるせいだーす 可憐にエッチに猛特訓の巻』と『Beside You』も再収録された。

### 新規キャラクター
ルルシェ
声：南條愛乃
学園の聖オーフェリア教会に赴任してきた新人の見習いシスター。身長157cm B89 W58 H86。誕生日：1月9日
『Venus Embryo』に登場。棺桶のエグザエルを常に持ち歩いている。真面目だが一度落ち込むとどこまでもネガティブになり、エグザエルの中に引きこもってしまう。容器マニアという一面を持つ。正体は神から分裂した「神としての使命感」の半身。もう一人の半身であるイレアを追って天界からやってきた。
イレア
声：壱智村小真
シンを初代魔王である「ハーヴィス」と呼び、積極的なアプローチを仕掛けてくる少女。身長156cm B83 W55 H85。誕生日：1月9日
『Venus Embryo』に登場。下着一枚にスケスケの服という露出過多な恰好をしている。ワガママで気分屋。正体は神から分裂した「魔王を求める気持ち」の半身。魔王と二人きりの世界を作るために、再びリ・クリエを起こそうと画策している。
ルネア
三世界の創造主である神。
『Venus Embryo』に登場。回想シーンで登場し、当時の姿は基本的に描写されない。かつて初代魔王のハーヴィスと共に最初のリ・クリエを食い止めたが、愛していたハーヴィスと結ばれることは叶わず終わった。
ルルシェとイレアに分裂していたが、シンと結ばれたため再びルネアに戻った。しかしシンの事をどうしても忘れられなかったようで、人間となってシンのクラスへとやってきた。
エグザエル
ルルシェを守護する天使長。身長185cm
『Venus Embryo』に登場。人間界で活動するために依り代を必要としていたが、ルルシェの趣味のせいで棺桶に宿ってしまっている。女好きで、セクハラ発言をしてはルルシェにお仕置きされている。
シエル
声：大橋歩夕
「エンジェルーク星の第一王女」を自称する謎の少女。身長155cm B84 W55 H84。誕生日：3月3日
『KuRUKUる!』に登場。突如シンの家の台所の流し台から現れた。居候させてもらう家賃代わりに不思議な力を持った発明品を作って、シンの恋の悩みを解決しようと申し出てくる。語尾の一字がカタカナになる独特の口調で喋る。正体はシンが持っているロザリオの守護天使であるアヴァンシエル。

### ゲストキャラクター（Passion Star Stream）
『The Queen of うぃっちぃず』では『プリンセスうぃっちぃず』とのクロスオーバーが行われ、キャラクターたちがゲストとして登場する。また、『プリンセスうぃっちぃず』のネタバレになるネタもいくつか出てくるので、『プリンセスうぃっちぃず』をプレイしているとさらに楽しめる。
御堂 真樹（みどう まさき）
魔女界を救った英雄。身長177cm 誕生日：5月1日
今作では学生服姿ではなく幼馴染の林檎謹製の衣装とマントを身に着けている。初対面のシンを女の子と間違えて口説こうとするなど、女癖の悪さも健在。
戦闘時は前作再現（魔法だろうが波動砲だろうが反射する能力）のため、「ランブルにおいてレベル不足等で敗北条件を満たした場合でも必ず勝てる上に相手の攻撃Lvの威力の攻撃をそのまま跳ね返す」という特性と、「ユニゾンリーダーにするとユニゾンアタックの威力が上がる」という特性を持つ。
クルシェンヌ・ルーセル（クルル）
魔女界の光のプリンセス。身長165cm B86.5 W57 H82。誕生日：6月5日
天真爛漫な性格で皆から愛されている。次期女王の最有力候補。
委員長（いいんちょう）
真樹と同じ学園の生徒。身長155cm B86.5 W54 H83。誕生日：6月5日
人間界での名前は相変わらず不明。生徒会書記なのだが「委員長」と呼ばれている。魔女界の闇のプリンセスでもあるのだが、本人は人間界で暮らすことを選んだ。
アスラーナ（アスナ）
真樹の持っている刀の精霊。身長128cm B58 H49 W60 誕生日：忘れてしまった
幼女のような姿をしているが、老婆のような口調で喋る。『プリンセスうぃっちぃず』の戦いの後は力を失い眠りについていたが、女王決定戦を前に力を取り戻し再び顕現した。
流星クルセイダースには姿は見えないが、声を聞くことは出来る。
リリアン・チロル
魔女界の創造の賢女（見習い）兼、人間界では真樹たちのクラスの副担任。身長162cm B91 W62 H90。誕生日：11月22日
かつて悪の魔女として真樹たちと戦いを繰り広げた闇の魔女。戦いの後は心を入れ替えて真面目に賢女としての仕事を務めている。今回の女王決定戦の仕切りを一任されている。
ミケ、ハムチュウ
ミケはクルルの、ハムチュウは委員長の使い魔で、それぞれ「ミケクルル」「ハム委員長」として戦闘に参加する。
『ティンクル☆くるせいだーす STARLIT BRAVE XTREAM!!』では非参戦。

## ティンクル☆くるせいだーす STARLIT BRAVE XTREAM!!
『ティンクル☆くるせいだーす -Passion Star Stream-』豪華版に同梱されている特典のPCゲームソフト。Lillianの通信販売限定で単品での販売も行っている。
PSP『ティンクル☆くるせいだーす STARLIT BRAVE!!』の改訂移植版。アスキー・メディアワークスサイドのキャラクターが削除され、代わりに『プリンセスうぃっちぃず』のキャラクターや他のアダルトゲームメーカーのキャラクターが追加されている。また、チュートリアルを除きPSP版にあったビジュアルノベル要素がなくなっている。
2012年4月12日に「エクストラアペンド☆データ」（アップデートパッチVer1.10）が配布開始。これ以降のパッチを適用することで「松永燕」「シエル」の2名が使用可能になる。
PCゲームサイド追加キャラクター
卯花之佐久夜姫（うのはなのさくやひめ）
『天神乱漫 -LUCKY or UNLUCKY!?-』からのゲスト出演。
加納 佳代子＆篠原 聖良（かのう かよこ & しのはら せら）
『恋色空模様』からのゲスト出演。
松永 燕（まつなが つばめ）
『真剣で私に恋しなさい!S』からのゲスト出演。「エクストラアペンド☆データ」で追加されるキャラクター。

## Webラジオ
- RADiOティンクル☆くるせいだーす

## 関連商品

### ムック・ファンブック
TECH GIAN スーパープレリュード『ティンクル☆くるせいだーす』
TECH GIAN編集部 編集 / 出版 エンターブレイン / 2008年05月21日 / A4変本64ページ / ISBN 978-4-7577-4270-3
ティンクル☆くるせいだーす パーフェクトビジュアルブック
電撃G'sマガジン編集部 編集  / 出版 アスキーメディアワークス / 2009年7月30日 / 大型本127ページ / ISBN 978-4-0486-7967-1
ティンクル☆くるせいだーす -Passion Star Stream- ビジュアルファンブック（MAXムツク PUSH Selected）
PUSH!!編集部 編集  / 出版 マックス / 2012年4月26日 / 大型本129ページ / ISBN 978-4-8637-9150-3

### CD
※RADiOティンクル☆くるせいだーす関連のCDは、そちらの項を参照。
ティンクル☆くるせいだーす きらきらサウンドステージ#01 ヘレナ&メリロット
2008年2月22日発売（2007年12月29日 コミックマーケット73にて先行発売）
ティンクル☆くるせいだーす きらきらサウンドステージ#02 リア&ロロット
2008年2月22日発売（2007年12月29日 コミックマーケット73にて先行発売）
ティンクル☆くるせいだーす きらきらサウンドステージ#03 聖沙&アゼル
2008年4月25日発売
ティンクル☆くるせいだーす きらきらサウンドステージ#04 ナナカ&さっちん
2008年4月25日発売
ティンクル☆くるせいだーす きらきらサウンドステージ#05 紫央&エミリナ
2008年9月26日発売（2008年8月15日 コミックマーケット74にて先行発売）
ティンクル☆くるせいだーす オリジナルサウンドトラック
2008年9月26日発売（2008年8月15日 コミックマーケット74にて先行発売）
- Twinkle Crusaders Vocal Collection
  - 2010年6月24日発売。

ティンクル☆くるせいだーす きらきらサウンドステージ ♯PSS イレア&ルルシェ
2012年2月24日発売

### 漫画
タイトルが同一（ティンクル☆くるせいだーす）の以下の2作品については、ここでは便宜上掲載誌の名称を付けて呼称する。
ティンクル☆くるせいだーす（電撃大王版）
原作：Lillian / 作画：有馬侭 / 掲載誌：月刊コミック電撃大王 2008年4月号 - 6月号、8月号（完結） 全4話
ティンクル☆くるせいだーす（メガストア版）
原作：Lillian / 作画：河上康 / 掲載誌：メガストア 2008年7月号 全1話
いずれも、2009年1月現在単行本化はされていない。
ティンクル☆くるせいだーすGoGo!
原作：Lillian / 作画：ヒジキ / 掲載誌：月刊コミック電撃大王 2009年7月号 - 2010年10月号（完結） 全16話
単行本は全2巻。ヒロインは聖沙。
1. 2010年2月26日発売 ISBN 978-4-04-868428-6
2. 2010年10月27日発売 ISBN 978-4-04-868989-2

### 小説
ティンクル☆くるせいだーす
原作：Lillian / 作：佐々宮ちるだ　/ イラスト：有馬侭 / 発行：彩文館出版(TWINTAIL NOVELS)
2009年2月25日発売 ISBN 978-4-7756-0368-0

### カードゲーム
Lycee
シルバーブリッツのトレーディングカードゲーム、Lyceeに参戦している。収録エキスパンションは、PRODUCTION PENCIL1.0など。

### ナビ
MAPLUS ポータブルナビ3
ティンクル☆くるせいだーすGoGo! マカロンきせかえパック
ティンクル☆くるせいだーすGoGo! 聖沙きせかえパック
2010年10月28日ダウンロード販売開始。